# Chicali
Chicali es hipocorístico de Mexicali, ciudad capital del estado mexicano de Baja California, es también aféresis del citado topónimo, ya que se prescinde de la primera sílaba, dejando entonces: Xicali y pronunciando la “X” con uno de sus valores arcaicos,  el del fonema: /ʃ/ , el cual representa un sonido fricativo postalveolar sordo de manera análoga a la pronuciación de la “X” en las palabras: “Xólotl” o “Xoloitzcuitle”, o como el sonido de la “sh” inglesa. Xicali, pronunciada:  Shicali, pasa luego a la grafía: Chicali que es como se le conoce y escribe comúnmente.
Chicali, a inicios del siglo XXI, es una palabra relativamente nueva, pues el topónimo del cual deriva fue acuñado a inicios del siglo XX. “Chicali”, no se encuentra en el diccionario de la real academia española, es una palabra de uso informal y de un léxico regional, que probablemente parte de una jerga derivada de la cultura chicana.